# Rue de Metz (Toulouse)
Pour les articles homonymes, voir Rue de Metz.
La rue de Metz (en occitan : carrièra de Metz) est une voie de Toulouse, chef-lieu de la région Occitanie, dans le Midi de la France.
Elle est percée entre 1869 et 1871, dans le cadre du nouveau plan de circulation mis en place par la municipalité toulousaine au cours du XIXe siècle. Elle en forme l'axe est-ouest, reliant l'ancienne porte Saint-Étienne, au carrefour du boulevard Lazare-Carnot et des allées Forain-François-Verdier, à la place du Pont-Neuf, en passant par la place Étienne-Esquirol. Elle est bordée de nombreux immeubles dans les styles haussmanniens, éclectiques et même Art nouveau, caractéristiques des constructions toulousaines de la fin du XIXe siècle et du début du siècle suivant. Elle appartient par ailleurs au site patrimonial remarquable de Toulouse.

## Situation et accès

### Description
La rue de Metz est une voie publique. Elle se situe à la limite entre les quartiers Capitole et Saint-Georges, au nord, et Carmes et Saint-Étienne, au sud, tous dans le secteur 1 - Centre. 
Elle naît dans le prolongement de la place du Pont-Neuf et mesure 900 m. On peut décrire trois segments, le premier d’orientation nord-est, qui la mène jusqu'à la place Étienne-Esquirol ; un second de cette même place orienté à l'est jusqu'à la hauteur de la rue du Rempart-Saint-Étienne ; elle prend alors l’orientation sud-est jusqu'à sa fin rue des Frères-Lion. Elle reçoit la rue de l'Écharpe sur son côté gauche, de ce même côté elle donne naissance à la rue de la Bourse. Du côté droit elle reçoit la rue des Paradoux et la rue des Marchands. Elle entre dans la place Étienne-Esquirol à la hauteur de la rue des Changes.
Dans sa première partie, entre la place du Pont-Neuf et la place Étienne-Esquirol, la chaussée compte une voie de circulation automobile en sens unique, de la place Étienne-Esquirol vers la place du Pont-Neuf, et une voie réservée aux transports en commun dans le sens opposé. Elle appartient à une zone de rencontre et la vitesse y est limitée à 20 km/h. Il existe également une piste cyclable à double-sens. Dans sa deuxième partie, entre la rue d'Alsace-Lorraine et le boulevard Lazare-Carnot, les travaux d'aménagement réalisés entre 2022 et 2023 transformeront profondément le plan de circulation : la chaussée comptera une seule voie de circulation automobile en sens unique, du boulevard Lazare-Carnot vers la rue d'Alsace-Lorraine. Elle appartiendra à une aire piétonne où la circulation automobile sera réglementée et la vitesse limitée à 6 km/h. Enfin, une piste cyclable à double-sens sera aménagée au centre de la chaussée.

### Voies rencontrées
La rue de Metz rencontre les voies suivantes, dans l'ordre des numéros croissants  (« g » indique que la rue se situe à gauche, « d » à droite) :
1. Place du Pont-Neuf
2. Rue Peyrolières (g)
3. Rue des Couteliers (d)
4. Rue de l'Écharpe (g)
5. Place d'Assézat (g)
6. Rue des Paradoux (d)
7. Rue de la Bourse (g)
8. Rue des Marchands (d)
9. Rue des Changes
10. Place Étienne-Esquirol
11. Rue d'Alsace-Lorraine
12. Rue des Arts
13. Rue Boulbonne
14. Rue Joseph-de-Malaret (g)
15. Rue Riguepels (d)
16. Rue du Rempart-Saint-Étienne (g)
17. Rue Sainte-Anne (d)
18. Boulevard Lazare-Carnot (g)
19. Allées Forain-François-Verdier (d)

### Transports
La rue de Metz est desservie à l'ouest, au niveau de la place Étienne-Esquirol, par la station du même nom, sur la ligne de métro . Elle est de plus parcourue, entre la place du Pont-Neuf et la place Étienne-Esquirol, par la ligne de bus 44. À l'est, la rue de Metz est traversée par la rue Boulbonne que parcourt la navette Ville, puis elle débouche sur le boulevard Lazare-Carnot, où se trouvent la station François-Verdier, sur la ligne de métro , ainsi que les arrêts des lignes de Linéo L1L8L9 et de bus 29.
Il existe plusieurs stations de vélos en libre-service VélôToulouse dans les rues les plus proches de la rue de Metz : les stations no 10 (15 place Étienne-Esquirol), no 24 (14 place Saint-Étienne), no 99 (7 rue du Rempart-Saint-Étienne) et no 288 (28 rue des Marchands).

## Odonymie

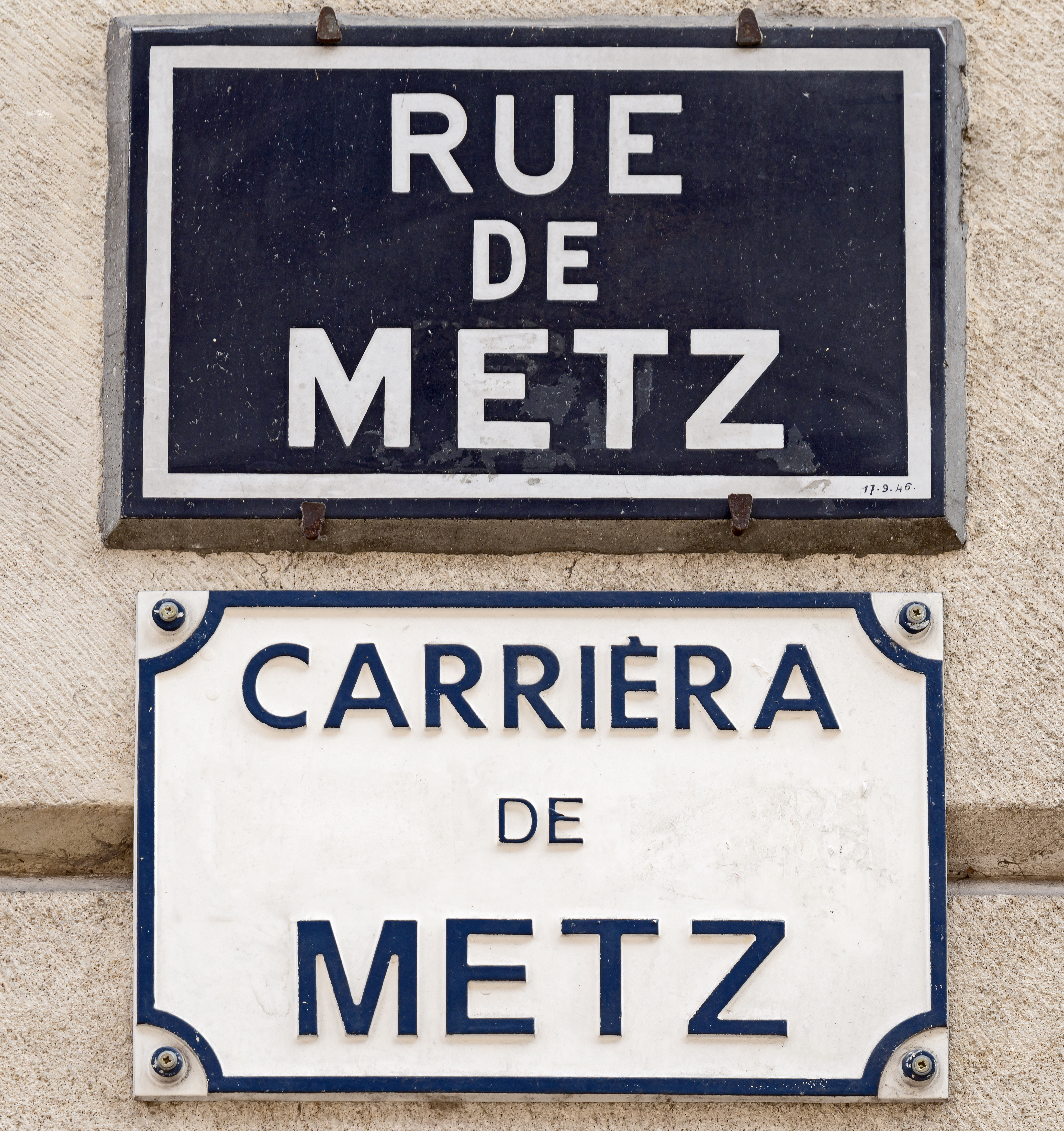
Plaques de rue en français et en occitan.

La rue de Metz tient son nom de la ville de Metz, annexée avec toute l'Alsace-Lorraine par l'empire d'Allemagne à la suite de la défaite de 1871. Lors des premiers travaux de percement de la rue, en 1869, la rue était tout simplement appelée rue Transversale. Elle prit son nom actuel à la suite d'une décision du conseil municipal en 1873.
Le percement de la rue, entre 1869 et 1871, a fait disparaître des rues plus anciennes. Au Moyen Âge, la partie de la rue qui s'étendait de la place de Gauthier d'Aigremont (actuelle place du Pont-Neuf) à la rue des Paradoux portait le nom de rue de la Chapelle-Gauthier, à cause d'une chapelle construite par ce Gauthier d'Aigremont qui se trouvait sur la place. Elle portait également le nom de rue du Pont-Vieux, nom qu'elle partageait avec des rues voisines qui débouchaient toutes au Pont Vieux de la ville (partie de l'actuelle rue Peyrolières et de la descente de la Halle-aux-Poissons). À la fin du XIVe siècle apparut aussi la désignation de rue de la Trilhe, qui se maintint jusqu'au XVIIIe siècle, et faisait référence à la famille de La Trilhe, qui possédait des maisons dans cette rue et dans celle des Couteliers. À partir du XVIe siècle, le souvenir de cette famille commença à s'effacer et le nom fut altéré en rue de la Treilhe ou de la Treille. Après les travaux de dégagement et d'aménagement de la place du Pont-Neuf, dans la première moitié du XVIIe siècle, la rue de la Trilhe fut naturellement connue comme la rue du Pont-Neuf. 
En 1794, pendant la Révolution française, la rue de la Trilhe fut renommée rue l'Honneur. Ce nom ne subsista cependant pas et toutes ces rues reprirent leurs noms précédents, jusqu'aux travaux de percement de la nouvelle rue Transversale.

## Histoire

### Moyen Âge et époque moderne
Au Moyen Âge, la rue de la Trilhe appartient au capitoulat de la Daurade. La rue, au débouché du Pont-Vieux, puis du Pont-Neuf, est très fréquentée. Les marchands de produits alimentaires sont nombreux, à cause de la proximité, à l'angle de la rue de la Trilhe et de la rue des Couteliers (no 2), des Boucheries de la Ville ou Boucheries du Pont-Vieux. Au Moyen Âge, les habitations de la rue étaient fabriquées en brique rose, galet et mortier. On trouve également plusieurs auberges et hôtelleries, ainsi, au commencement du XVIe siècle, l'Hôtellerie de la Tête d'Or, qui devint, en 1550, l'Hôtellerie du Dauphin (actuel no 8). Les membres de l'élite toulousaine sont également présents. En 1533, le capitoul Jacques de Lagorrée fait construire un premier hôtel, reconstruit vers 1571 par son fils, Jean-Baptiste de Lagorrée, docteur et banquier, capitoul en 1565-1566 : il possédait une cour de style Renaissance ornée de galeries et d'une haute tour avec sa vis de pierre (actuel no 3). Les Boucheries de la Ville sont désaffectées en 1722.

### Période contemporaine

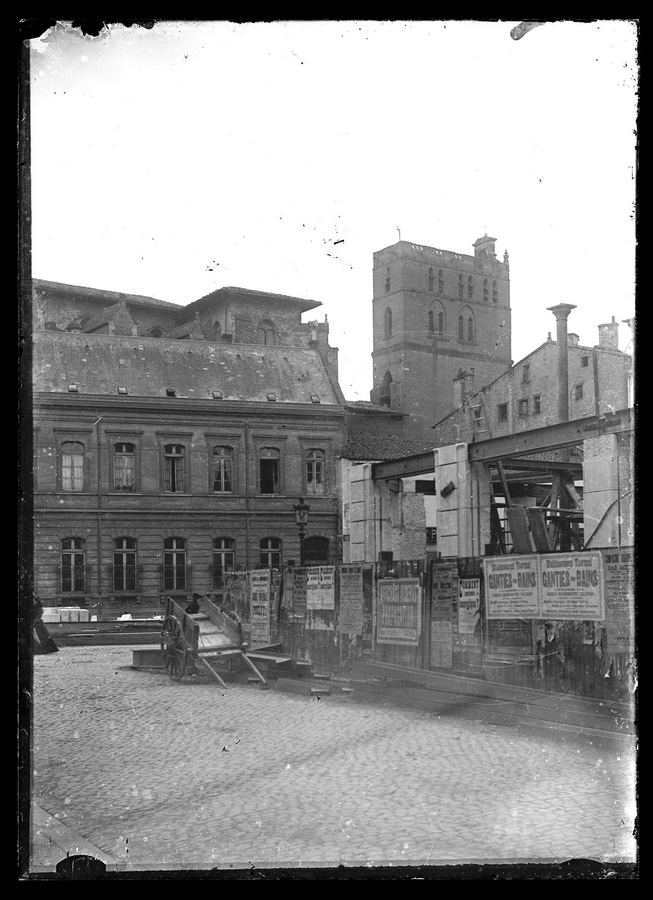
Immeuble en construction, 1bis rue Joseph-de-Malaret et 41 rue de Metz. Vers 1890. Photographie d'Eugène Trutat, Archives municipales.

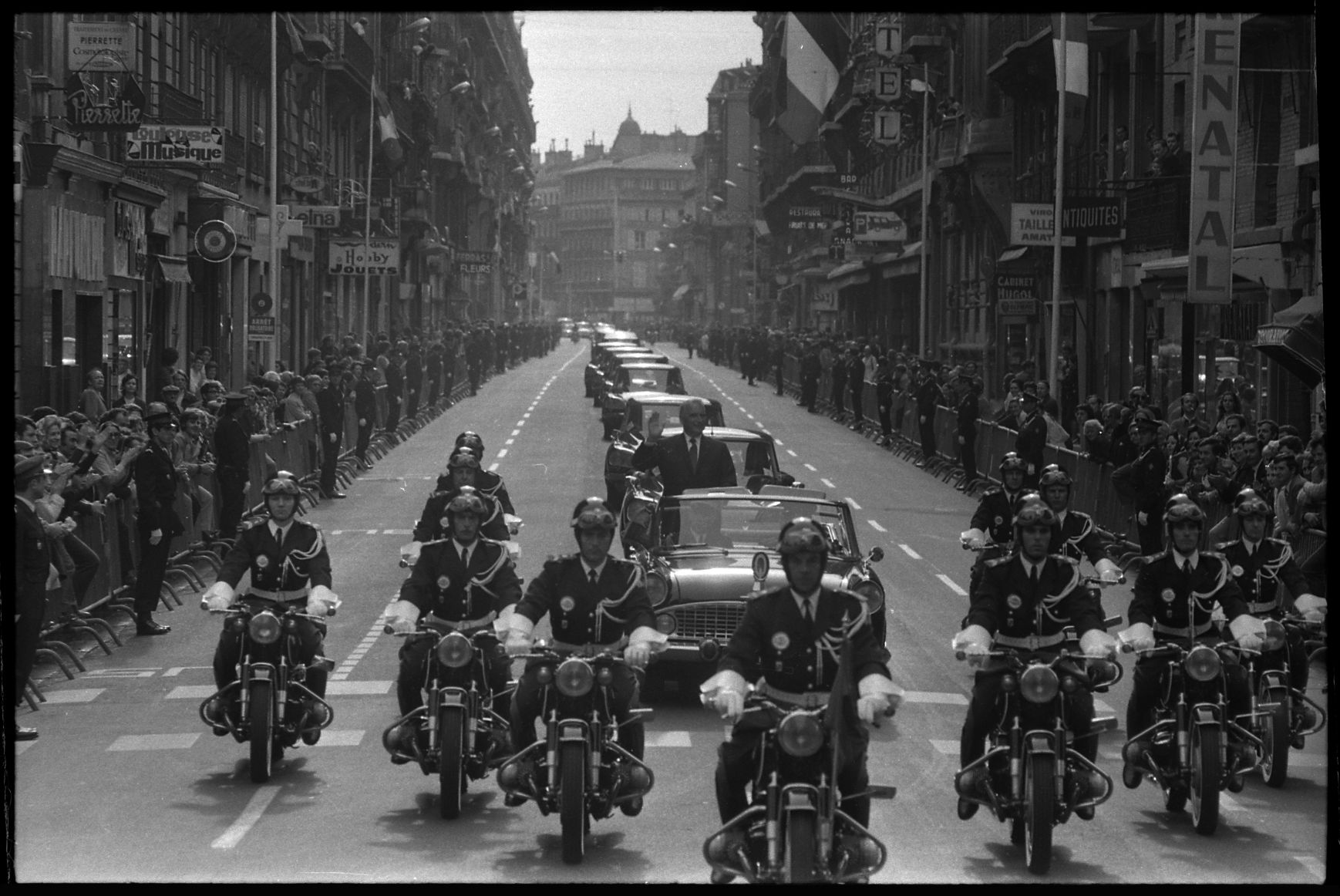
Visite présidentielle de Georges Pompidou en 1971.

Le projet de création de ces deux grandes voies qui traverseraient la ville remonte au XVIIIe siècle. En 1776, les capitouls font établir un projet de nouvelle rue entre le Pont-Neuf et la Porte Saint-Étienne, et d'une autre entre la Porte des Minimes (actuelle place Arnaud-Bernard) et la Porte du Château (actuelle place du Parlement). Le projet, très coûteux, est cependant retardé et finalement abandonné. La municipalité toulousaine préfère se consacrer à l'élargissement et à l'alignement des rues déjà existantes. En 1827 et 1830, la ville achète quelques maisons pour élargir l'entrée de la rue du Pont-Neuf, face à la place du même nom. 
En 1865, le projet de création des rues Longitudinale (actuelle rue d'Alsace-Lorraine) et Transversale (rue de Metz) est définitivement adopté et reçoit l'autorisation ministérielle. Le premier tronçon de la rue Transversale doit relier la place du Pont-Neuf à la nouvelle place Étienne-Esquirol. Il faut pour cela absorber la rue du Pont-Neuf et éventrer l’ilot de maisons entre les rues des Marchands, des Changes et Malcousinat, pour aboutir devant le nouveau Marché couvert de la place Étienne-Esquirol, dont la construction commencée le 12 mai 1863 n'était pas encore achevée. Il est d'ailleurs projeté d'aménager, en face du Marché, une place triangulaire qu'on ne fit jamais, et d'élargir les rues qui contournent le Marché couvert sur les deux côtés.
Le percement de la rue date de 1869 et est réalisé par l'architecte Jacques-Jean Esquié. Le déblaiement, de la place du Pont-Neuf à la place Étienne-Esquirol, est entrepris en 1869 et terminé en 1871. C'est lors de la démolition des immeubles du côté nord de la rue du Pont-Neuf qu'on découvre les substructions du théâtre romain. En 1869, c'est en construisant la maison qui fait l'angle de la rue de la Bourse (no 11) qu'on trouve, à 10,70 m sous le sol, un égout romain.
Tous les immeubles du côté nord de la rue sont reconstruits dans le même temps. Sur le côté sud, toutes les maisons ont conservé leurs façades du XVIIIe siècle, sauf les no 16 à 20. De la rue de la Bourse à la place Étienne-Esquirol, la nouvelle rue est percée à travers les immeubles construits après 1766, sur les terrains de l'ancienne Maison Professe des Jésuites.
Durant la Seconde Guerre mondiale, « l'état Major » de Belgique à Toulouse s'installe au Grand Hôtel afin d'aider policiers et militaires à gérer les flux de réfugiés belges arrivant à Toulouse.

## Patrimoine et lieux d'intérêt

### Couventetmusée des Augustins
Classé MH (1840, ancien couvent des Augustins),  Inscrit MH (1990, aile XIXe siècle) et  Classé MH (2018, ensemble des bâtiments composant le musée des Augustins).

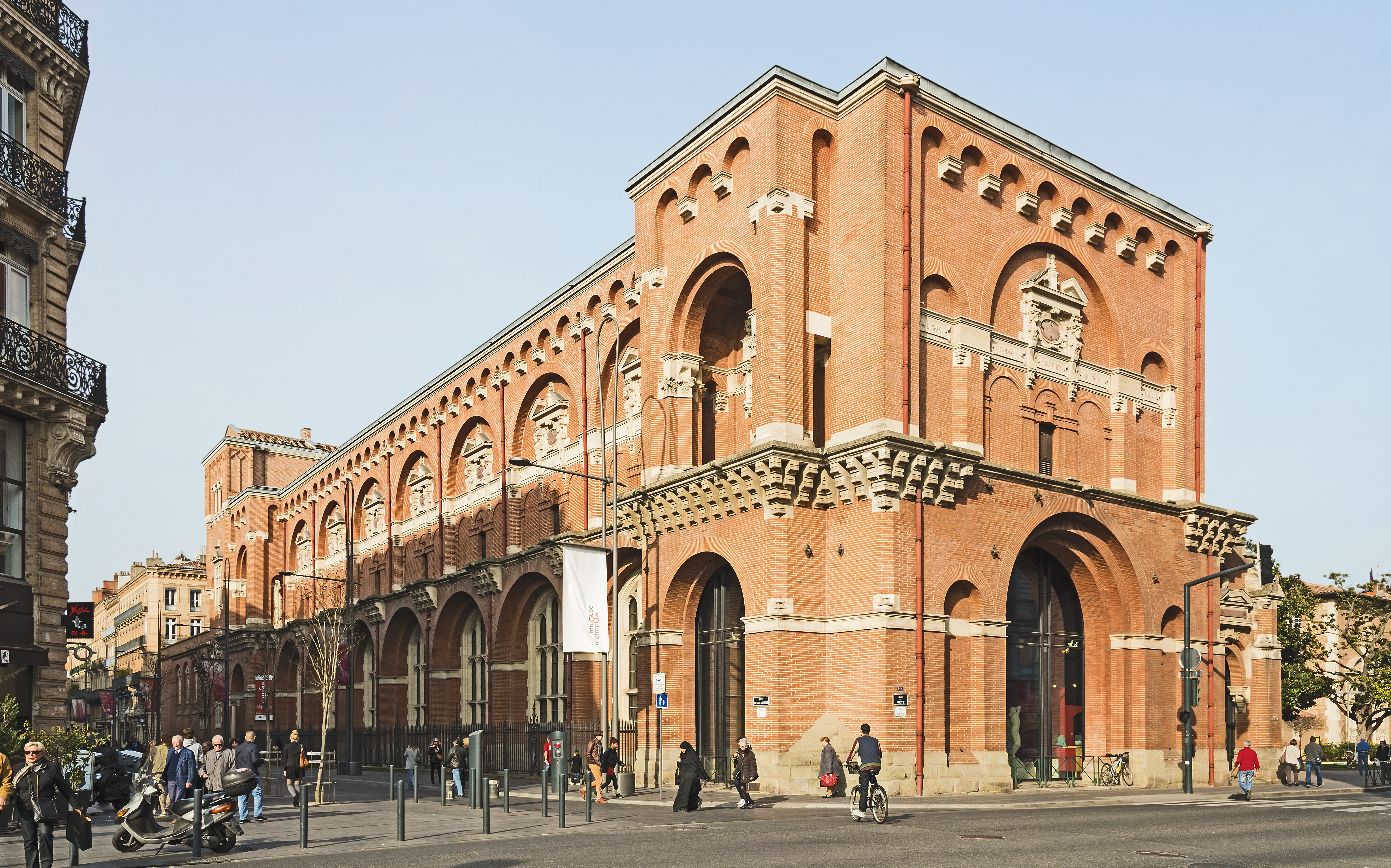
Le musée des Augustins.

Le musée des Augustins est le musée municipal des beaux-arts. Il occupe les bâtiments de l'ancien couvent des Augustins.

### Immeubles
- no  1 : immeuble. 
L'immeuble, à l'angle de la rue Peyrolières et de la place du Pont-Neuf, bénéficie d'un emplacement privilégié. Il est construit en 1868 sur les plans de l'architecte Jacques-Jean Esquié, et il est caractéristique des immeubles de style haussmannien qui sont élevés sur la première partie de la rue de Metz. Il utilise la brique claire et un décor en terre cuite. Le rez-de-chaussée est ouvert par deux grandes ouvertures de boutique rectangulaires, séparées par un pilastre cannelé, et une porte latérale. La porte est surmontée d'une frise en terre cuite, ornée d'un visage féminin et de rinceaux, et d'une corniche, soutenue par des consoles. À l'entresol, les fenêtres ont de petits garde-corps en fonte. Aux étages, la façade est animée par les garde-corps en fonte des balcons, de largeurs et de tailles différentes. Les fenêtres sont rectangulaires et ont des lambrequins en fonte. Le niveau de combles est couvert d'ardoises et percé de lucarnes[12].

- no  2 : immeuble. 
L'immeuble, élevé au XVIIe siècle à l'angle de la rue des Couteliers (actuel no 52), se distingue par la décoration en terre cuite de style néo-classique qu'il a reçu dans la première moitié du XIXe siècle. Au rez-de-chaussée, la porte, dont l'encadrement est en pierre, est surmontée d'une corniche. Elle est encadrée par deux grandes arcades de boutique voûtées en plein cintre. Aux niveaux supérieurs, les travées sont séparées par des pilastres colossaux qui relient les trois étages. Au 1er étage, les fenêtres sont reliées par un balcon continu, doté d'un garde-corps en fer forgé qui présente des motifs géométriques et des palmettes. Elles sont de plus surmontées d'une frise à motifs végétaux et d'une corniche moulurée. Les fenêtres du 2e étage ont reçu un décor similaire[13].

- no  4 : immeuble. 
L'immeuble, de style néo-classique est construit dans la deuxième moitié du XVIIIe siècle. La façade est animée par le jeu de ressauts qui encadrent les fenêtres et délimitent les niveaux. Les fenêtres du 1er étage ont des garde-corps en fer forgé[14].

- no  22 : immeuble. 
L'immeuble, de style haussmannien, est construit en 1873 au carrefour de la rue des Marchands (actuel no 33). La façade est en brique claire. Au rez-de-chaussée s'ouvrent trois grandes ouvertures de boutique rectangulaires, séparées par des pilastres. Elles sont surmontées d'un bandeau de marbre noir. À l'entresol et aux étages, les fenêtres ont des lambrequins et des garde-corps en fonte. Le dernier étage de combles est couvert d'ardoises et percé de lucarnes en pierre. L'angle de la rue des Marchands est mis en valeur par une rotonde monumentale où est utilisée la pierre de taille. Au 1er étage, le balcon aux balustres de pierre est soutenu par des consoles feuillagées qui alternent avec des atlantes barbus[15].

- no  24 : immeuble. 
L'immeuble est construit en 1963 sur les plans de l'architecte Henri Marty. De style moderne, il est construit en béton, mais la façade a reçu un plaquis de briques de parement. Il abrite le consulat honoraire d'Allemagne[16].

- no  25 : immeuble. 
L'immeuble actuel est construit à l'emplacement de l'hôtellerie du Grand-Soleil, qui était établie dans la rue des Arts depuis le XVIIe siècle, et a subsisté jusqu'au percement de la rue de Metz en 1899. Elle vit passer l'empereur Joseph II alors qu'il voyageait en France en 1777[17].

- no  31 : Grand-Hôtel et Tivollier.
Le Grand-Hôtel et Tivollier est construit par l'architecte Barthélemy Guitard entre 1900 et 1901, après le percement de la rue de Metz, dans un style mêlant l'éclectisme et les influences de l'Art nouveau. Le Grand Hôtel est élevé pour le compte de la Société anonyme du Grand-Hôtel, détenue par Barthélemy Guitard et Miral, et de la Société immobilière grenobloise toulousaine, rejoints en 1901 par Emmanuel Tivollier. L'hôtel ferme ses portes en 1974 et la préfecture y installe les services de la réglementation et la direction départementale des affaires sanitaires et sociales (DDASS). Après le départ de la préfecture, le collectif « Mix'art Myrys » occupe à partir de 2001 le bâtiment, acquis dans un premier temps par le rectorat de Toulouse. En 2006, la ville de Toulouse acquiert l'édifice, revendu à un promoteur pour sa rénovation achevée en 2011. 
Sur la rue de Metz, l'imposante façade se développe sur 15 travées et se développe sur 7 niveaux. Le rez-de-chaussée est percé de trois grandes baies rectangulaires et d'une porte latérale, séparées par des pilastres doriques en pierre. L'entresol et le 1er étage sont ornés d'un bossage en pierre. Les fenêtres du 1er étage sont dotées de lambrequins en fonte et de balcons aux garde-corps en fonte, supportés par de grandes consoles. Le 2e et le 3e étage sont en pierre et brique alternées. Les fenêtres du 2e étage sont également dotées de balcons aux garde-corps en fonte, mais dont les consoles sont plus légères. L'élévation est couronnée d'une lourde corniche à modillons, surmontée d'un toit en ardoise et percé de lucarnes en pierre[18].

- no  35 : immeuble[19].
- no  37 bis : immeuble[20].
- no  43 bis : immeuble[21].

- carrefour de la rue Sainte-Anne : emplacement de la porte Saint-Étienne.

## Personnalités
- Nicolas Bachelier (1487-1556) et Dominique Bachelier (1530-1594) : le sculpteur et architecte Nicolas Bachelier, puis son fils, Dominique, possédaient deux maisons de la rue Boulbonne, démolies lors du percement de la rue de Metz (anciens no 26 et 28).